# بيت كليفورد
بيت كليفورد (بالإنجليزية: Pete Clifford)‏ هي لاعبة كرة قدم أمريكية، ولدت في 3 أبريل 1984 في Salem, New Hampshire ‏ في الولايات المتحدة.

## وصلات خارجية
- بيت كليفورد على موقع مرجع كرة القدم المحترفة.كوم (الإنجليزية)
- بيت كليفورد على موقع JustSportsStats.com (الإنجليزية)